# Grebenstein
Grebenstein est une municipalité allemande située dans le land de la Hesse et l'arrondissement de Cassel.